# ام‌وی کویینزکلیف (۱۹۹۲)
ام‌وی کویینزکلیف (۱۹۹۲) (به انگلیسی: MV Queenscliff (1992)) یک کشتی است که طول آن ۶۰٫۱ متر (۱۹۷٫۲ فوت) می‌باشد. این کشتی در سال ۱۹۹۲ ساخته شد.